# マット・ダービーシャー
マシュー・アンソニー ”マット”・ダービーシャー（英語: Matthew Anthony "Matt" Derbyshire、1986年4月14日 - ）は、イングランド・ブラックバーン出身のサッカー選手。ポジションはフォワード。

## 経歴
ダーウェンFCの下部組織出身。グレート・ハワードタウンFCで1年プレーし、2003年にブラックバーン・ローヴァーズFCへ移籍。その後イングランドの他クラブにレンタル移籍し、2005-06シーズンはレクサムAFCで16試合に出場し10ゴールを挙げるなど経験を積む。2006-07シーズンからはブラックバーンに戻り、2007年1月1日にはウィガン・アスレティックFC戦でトップチーム初ゴールを挙げると、1月20日のマンチェスター・シティFC戦でプレミアリーグ初ゴールを挙げた。3シーズンの間ブラックバーンの主力としてプレーした
2009年1月にギリシャのオリンピアコスFCへレンタル移籍。途中加入ながら7試合5得点を記録する活躍を見せ、クラブのリーグ、カップ戦の2冠に貢献した。シーズン終了後、移籍金300万ユーロの4年契約でオリンピアコスに完全移籍を果たした。
2010年8月16日、バーミンガム・シティFCへレンタル移籍した。

## タイトル

### クラブ
オリンピアコス
- ギリシャ・スーパーリーグ ： 2008-09
- ギリシャ・フットボール・カップ ： 2008-09

バーミンガム・シティ
- フットボールリーグカップ ： 2010-11